# Prieuré des Bonshommes de Ballots
Pour les articles homonymes, voir Bonshommes.
Le prieuré des Bonshommes de Ballots a été fondé, en 1193 par Maurice II de Craon. Cet établissement religieux fut édifié sur une ancienne voie qui reliait Craon à l'abbaye de la Roë. Il servait également d'hôtellerie aux voyageurs qui se rendaient d'Anjou en Bretagne. C'est désormais un lieu-dit qui se situe au sud de Ballots et au sud de la lisière de la forêt de Craon.

## Situation
Il est situé à environ 500 mètres de la statue de Notre-Dame-de-Pontmain. On nomme d'ailleurs par abus le prieuré des Bonshommes, prieuré du Petit-Pontmain, depuis son installation en août 1927.

## Histoire

### Mentions
Il est mentionné sous le nom de Fratres Grandimontis manentes in foresta de Craonen 1196. Ecclésia Beatea Manae forestae Credonii en 1224, La Meson Deu de la forest de Craon en 1314.

### Ordre religieux et origine
Il appartenait à l'ordre de saint Étienne de Muret (ou de Grandmont) (1046-1124). Quant au nom « Bonshommes », il était généralement attribué aux moines et aux religieux au cours du XIIe siècle.

### Féodalité
Ce prieuré fondé, Maurice II de Craon s'empressa de ratifier sa donation en y ajoutant, avec l'autorisation de l'abbé de La Roë, et d'après une charte de 1196 : une concession de terrain plus étendue dans sa forêt de Craon. 
Puis les libéralités des seigneurs fondateurs, celles des seigneurs voisins et les dons de riches bienfaiteurs enrichirent peu à peu les religieux qui reçurent principalement des dons sous la forme de rentes en grain ou en vin.
En 1205, Vivien L'Enfant leur donna ses droits de mouture sur le moulin de la Guéhardière. Son fils, Hamelin, leur céda la dîme des poissons pris sur la chaussée de son étang. 
En 1217, on leur attribua " le don d'une place de maison avec exemption de toute coutume pour celui qui l'habiterait", dans le château de Poiltré ainsi que la concession sur le moulin du même nom, d'une rente en grain qui fut échangée, en 1259, contre les vignes de Ballots. En 1229, les barons de Craon autorisèrent les Bonshommes à détourner l'eau de Barillé pour l'usage de leur maison, avec faculté d'établir une chaussée, un moulin et une pêcherie. Simon Chamaillard, seigneur d'Anthenaise - qui bâtit un nouveau moulin en 1285 - leur donna la dîme ce la mouture.
Selon l'abbé Angot, au XVIIe siècle, les rentes du prieuré des Bonshommes s'élevaient à ' 44 boisseaux de froment et 5 pipes de vin. Des dîmes et un fief complétaient la dotation du prieuré.

### XVIesiècle
Cet établissement n'était dès le XIVe siècle, qu’une annexe de La Haie aux Bonshommes d'Angers. Les quelques moines qui y résidaient encore en 1562 auraient pu être chassés par les guerres de Religion, car, en l'an 1700, on signale qu'ils avaient délaissé leur maison depuis près de deux cents ans. Cependant en 1588, les habitants de la baronnie de Craon prièrent le prince de Condé et la princesse de Condé de bien vouloir y faire revenir des moines.
Le prieuré des Bonshommes abrita, en 1532, un meurtrier qui vint y chercher le droit d'asile ; il se rappelle l'un de ses prieurs, Claude Ligier, sieur de Malabry, " qui se réserva toujours une chambre avec un cabinet et une garde-robe, au bout du logis du prieuré, au premier étage, droit de pêche et de chasse quand il voulait visiter son prieuré ou assister aux assises, avec obligation de la part du fermier de le nourrir, lui troisième, ainsi que ses chevaux (1635-1672)"

## État actuel
De cet ancien prieuré, il ne subsiste qu'un bâtiment « avec une aile en retour d'équerre » qui a subi les humeurs du temps ;  cela pouvait être les anciens celliers et cela ne représenterait que la moitié de l'établissement primitif qui était construit en grès roussard. Les servitudes formaient un bâtiment parallèle et la nef de l'église fermait le quatrième côté de la cour intérieur, tandis que le chœur débordait en rond-point sur le carré extérieur de l'enceinte. En 1707, l'église était dotée d'une piscine située près de l'autel : le chœur présentait des « croix pattées délicatement sculptées » ; un autel représentant « un cercueil d'où pendait un suaire » et un « tableau de la Trinité » furent transportés dans l'église de Ballots après la tourmente révolutionnaire ; ils ont disparu depuis on ne sait trop comment. Le prieuré perdit ses cloîtres vers 1700 et son église vers la fin du XIXe siècle.
Les bâtiments et le fossé font l'objet d'une inscription au titre des Monuments historiques depuis le 3 octobre 1988.

## Source
« Prieuré des Bonshommes de Ballots », dans Alphonse-Victor Angot et Ferdinand Gaugain, Dictionnaire historique, topographique et biographique de la Mayenne, Laval, A. Goupil, 1900-1910 [détail des éditions] (BNF 34106789, présentation en ligne)